# Junge Welt (Schiff)
Die Junge Welt und ihr Schwesterschiff Junge Garde waren Transport- und Verarbeitungsschiffe vom Typ II der DDR-Hochseefischerei. Sie wurden als Mutterschiffe für die Flottillenfischerei des Fischkombinates Rostock im Nordatlantik eingesetzt.

## Geschichte

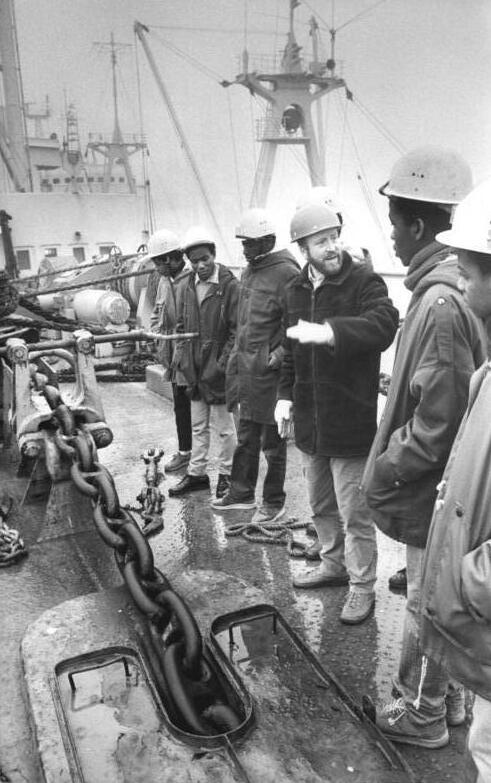
Besuch auf der Junge Welt

Beide Schiffe wurden 1967 auf der Mathias-Thesen-Werft in Wismar gebaut. Die Indienststellung der Jungen Welt erfolgte am 10. März 1967 mit dem Fischereikennzeichen ROS 316, die der Jungen Garde am 21. April 1967 mit ROS 317.
Die Junge Garde hatte am 8. März 1968 eine Havarie vor Labrador. Bei der Übernahme eines Schleppnetzes geriet dieses in den Antrieb und machte das Schiff manövrierunfähig. Es driftete in ein Eisfeld, wo es durch Eisschollen im Bereich des Maschinenraums leckgeschlagen wurde. Durch den Wassereinbruch fiel die Stromversorgung auf dem Schiff aus. Der zur Hilfe geeilten Jungen Welt gelang es wegen des Eisgangs nicht, zum Havaristen vorzudringen.  Mit einem Lecksegel gelang es schließlich, das Leck provisorisch zu schließen. Am folgenden Tag konnte der Zubringertrawler ROS 415 die Junge Garde in eisfreies Wasser schleppen. Im Schlepp von ROS 413, 415 und 419 erreichte das Schiff am 17. März 1968 den Hafen St. John’s.
Die Junge Welt wurde 1992 außer Dienst gestellt und in Gadani abgebrochen. Die Außerdienststellung der Jungen Garde erfolgte am 28. Juli 1992. Sie fuhr anschließend unter russischer Flagge als KP-0151 und wurde 1998 abgebrochen.

## Technik
Die Schiffe waren mit dieselelektrischem Antrieb ausgestattet. Vier Dieselmotoren mit je 1288 Kilowatt Leistung trieben jeweils einen Gleichstromgenerator an. Mit dem erzeugten Strom wurde ein Gleichstrom-Propellermotor angetrieben. Drei der Dieselmotoren waren außerdem mit Drehstromgeneratoren für die Bordstromversorgung gekoppelt.
Die Transport- und Versorgungsschiffe vom Typ II waren als Mutterschiff für acht Zubringertrawler vom Typ Artur Becker ausgelegt. Über eine vier Meter breite Heckaufschleppe wurden die von den Fangschiffen übergebenen, schwimmfähig gemachten Netzsteerte an Bord geholt, was bis Windstärke 8 möglich war. Bis zu 150 Tonnen Fisch konnten in vier gekühlten Vorratsbunkern zwischengelagert werden, bevor sie in den Schlacht-, Filetier- und Gefrieranlagen, die für 120 Tonnen Fisch pro Tag ausgelegt waren, weiterverarbeitet wurden. Insgesamt konnten 3800 Tonnen bei −28 °C tiefgekühlte Ware im 6050 Kubikmeter fassenden Laderaum untergebracht werden. In einer Fischmehlanlage mit einer Leistung von 250 Tonnen pro Tag wurden Innereien und Beifang verarbeitet, die im 1820 Kubikmeter (1079 Tonnen) fassenden Fischmehlbunker gelagert wurden. Für das an Bord hergestellte Fisch- und Leberöl waren Tanks mit insgesamt 542 Kubikmeter (500 Tonnen) Fassungsvermögen vorhanden.